# Per Svensson (bonadsmålare)
Per Svensson, även känd som Per i Duvhult, född 10 september 1787 i Älmhult, Femsjö socken, Kronobergs län, död 12 februari 1862 i Lilla Duvhult, Femsjö socken, var en svensk lantbrukare och bonadsmålare.

## Biografi
Per Svensson var son till Sven Persson och Ingjer Larsdotter. Han flyttade tidigt från föräldrahemmet och bosatte sig 1811 i Femsjö Skattegård och från 1815 i Lilla Duvhult. Han var under hela sin levnad verksam som bonde och tack vare sin skicklighet som jordbrukare och sin omfattande produktion av bonadsmålningar blev han en förmögen man. Hans bonader betingade ett högt pris och man vet att han för vissa bonader fick 29 riksdaler. Han var enligt traditionen temperamentsfull och passionerad målare och liksom Anders Pålsson uppges han ha lärt sig bonadsmåleriet av Johannes Nilsson i Gyltige. Hans stil visar även  stor påverkan från Brearedskolan och man får räkna Svensson till en av de främsta Brearedsmålarna efter Johannes Nilsson. Hans bonader visar på en rik individuell begåvning med inslag av det traditionella måleriet, och han utvecklades under hela sin karriär vilket gör att man tydligt kan se de olika perioder i hans måleri. Från en mera enhetlig färgåtergivning går han mot en allt klarare och mångskiftande kolorit och även kompositionen och bilduppfattningen blir mer omväxlande. Hans målningar kan vara rent monumentala och mäktiga medan andra är mer lekfulla och bär på ett impressionistiskt drag. Under hans kanske bästa period på 1840- och 1850-talen närmar han sig Johannes Nilssons syntetiska stil men når inte riktigt upp till dennes mästerskap. Svensson är representerad vid Varbergs museum och Nordiska museet i Stockholm.